# توني برمان
توني برمان (بالإنجليزية: Tony Burman)‏ (3 يونيو 1958 في المملكة المتحدة - ) هو مدرب كرة قدم ولاعب كرة قدم بريطاني في مركز الهجوم. لعب مع تشارلتون أثلتيك ونادي بروملي ونادي دارتفورد وRedbridge Forest F.C. ‏ وإيريث وبلفيدير ‏.

## وصلات خارجية
- توني برمان على موقع قاعدة بيانات كرة القدم.إي يو (الإنجليزية)